# Gregor Mättig

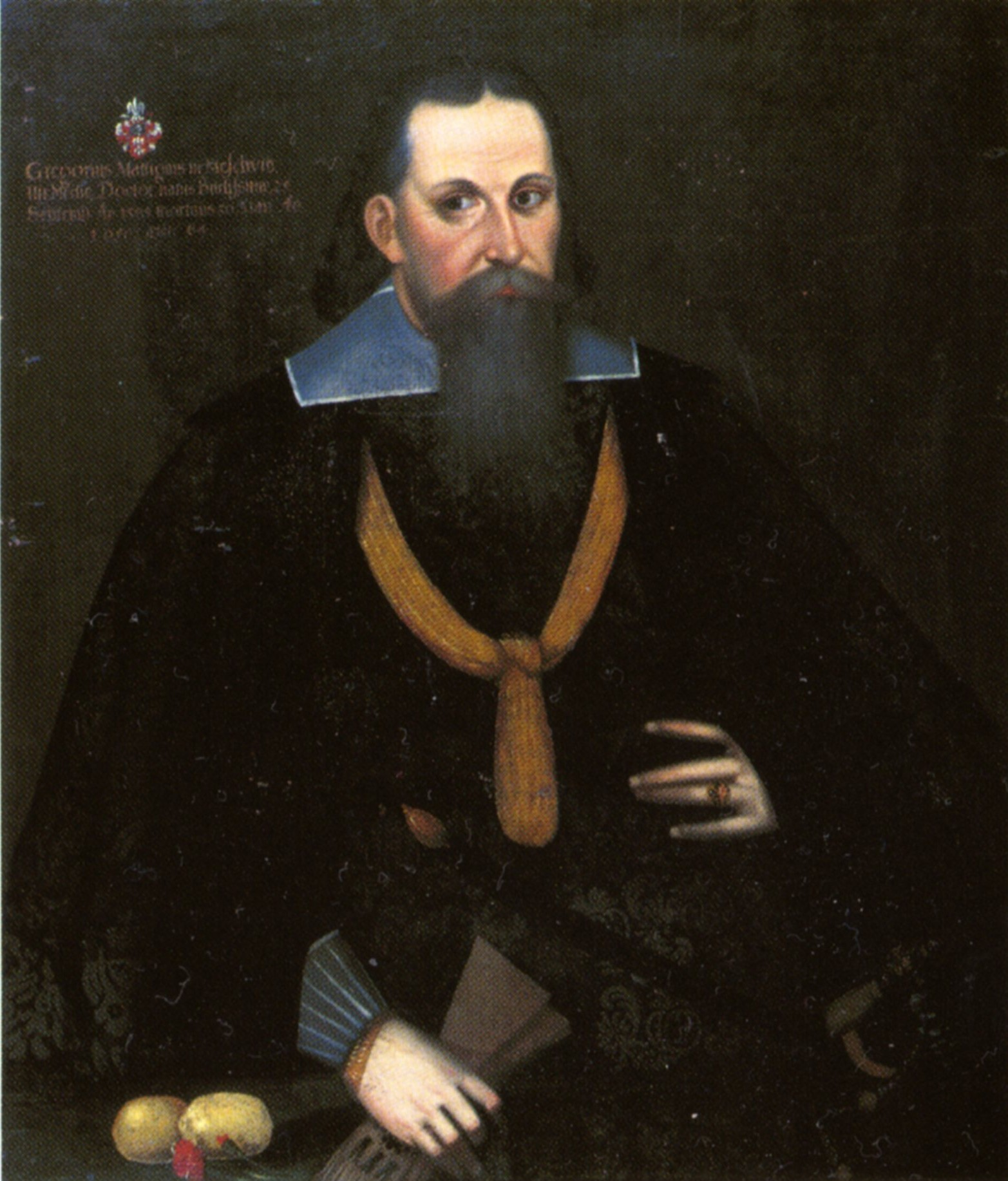
Gregor Mättig, Öl auf Leinwand, um 1650

Gregor Mättig, auch: Gregorius Mättig, (* 25. September 1585 in Budissin; † 30. März 1650 ebenda) war ein deutscher Mediziner und einer der bedeutendsten Mäzene der Stadt Budissin.

## Leben
Gregor Mättig war der Sohn des Bautzner Bürgers Frantz Mättig (1554–1598). Mättigs Mutter Margarethe (geb. Peucker, 1556–1598) war die jüngste Schwester von Caspar Peucer, der ein Schwiegersohn von Philipp Melanchthon war. Gregor Mättig war Ratsherr der Stadt Bautzen, sowie Mediziner und Philosoph, wobei er in diesen beiden Gebieten allerdings keine bis heute fortdauernde Bekanntheit erlangte. Mättig verbrachte fast sein gesamtes Leben in Budissin. Nach dem großen Stadtbrand 1634 während des Dreißigjährigen Krieges fanden er und seine Ehefrau Martha geborene Rosenhain (1582–1637) für einige Jahre ein neues Zuhause beim Kamenzer Schuldirektor Christoph Faust. Martha verstarb in Kamenz und wurde in einer Gruft in der Hauptkirche St. Marien begraben. Aus Dankbarkeit für die Hilfe der Kamenzer stiftete Mättig einen Leuchter, der noch heute in St. Marien zu besonderen Anlässen mit Kerzen bestückt wird. Mättig lebte ab 1640 mit seiner zweiten Ehefrau Barbara Krantz (1617–1664) auf dem Rittergut Meschwitz. Er verstarb kinderlos in Bautzen.
Schon während seiner Lebenszeit tat sich der wohlhabende Mättig immer wieder mit großzügigen Spenden für seine Heimatstadt hervor, zum Beispiel für die Inneneinrichtung des St. Petri-Domes nach dessen schweren Beschädigungen im Dreißigjährigen Krieg. Eine Vielzahl von Stiftungen, die auf seine Initiative zum Wohle der Stadt gegründet wurden, bilden noch heute den Grundstock bedeutender städtischer Sammlungen. Von nachhaltigster Bedeutung war, dass er nach seinem Tod die im Laufe seines Lebens zusammengetragene, äußerst kostbare und umfangreiche naturwissenschaftliche, kunsthistorische und literarische Sammlung „dem Rate und der ganzen Stadt Budissin zu immer währendem Gedächtnis“ hinterließ. Damit war der Grundstock für die Stadtbibliothek Bautzen gelegt, die älteste und heute noch größte Bibliothek der Lausitz. Die Bibliothek wurde in der Folgezeit nicht nur zu einem Zentrum des Budissiner, sondern des gesamten Lausitzer Geisteslebens. Aus dem einstigen Besitz Mättigs befinden sich heute noch 211 wertvolle Bände im Besitz der Stadt.

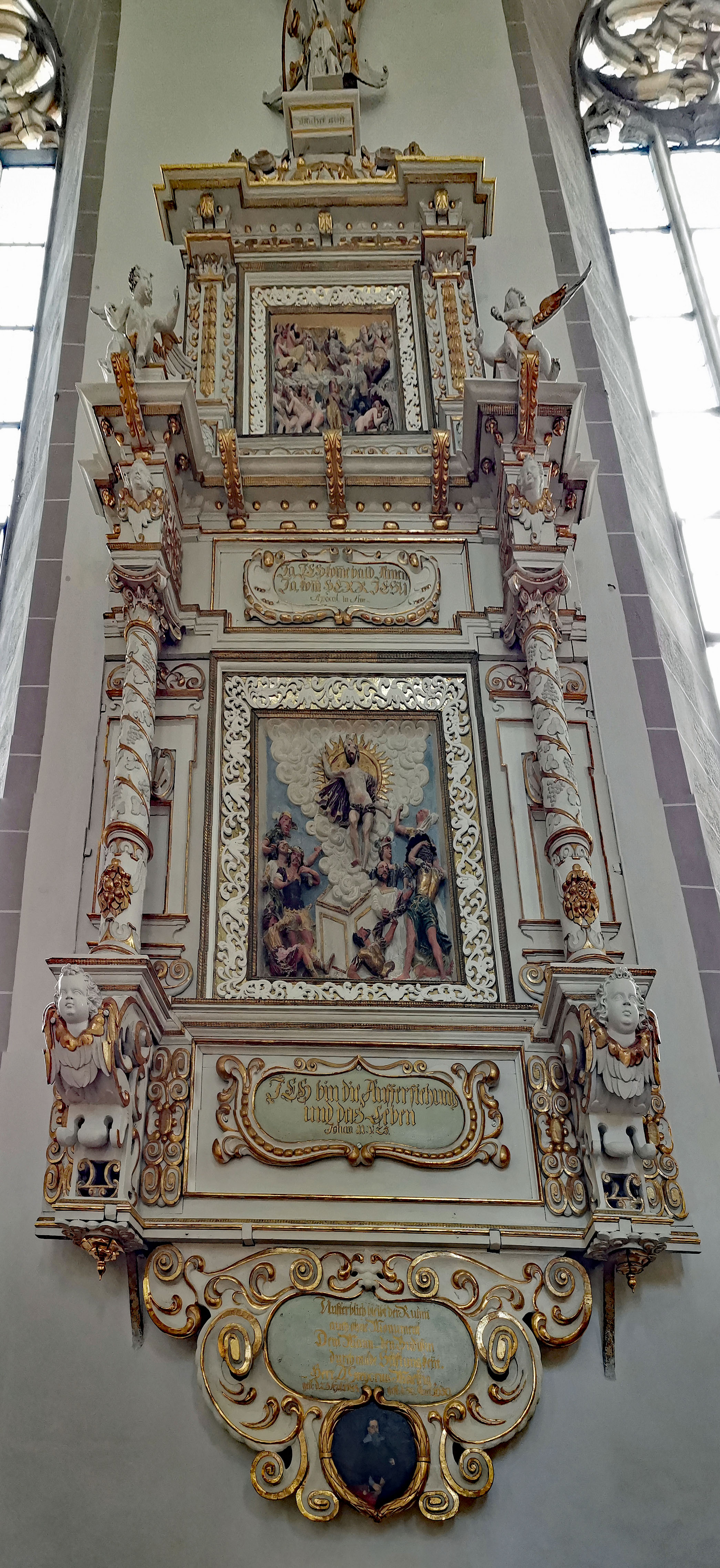
Mättig-Epitaph im Bautzner St. Petri Dom
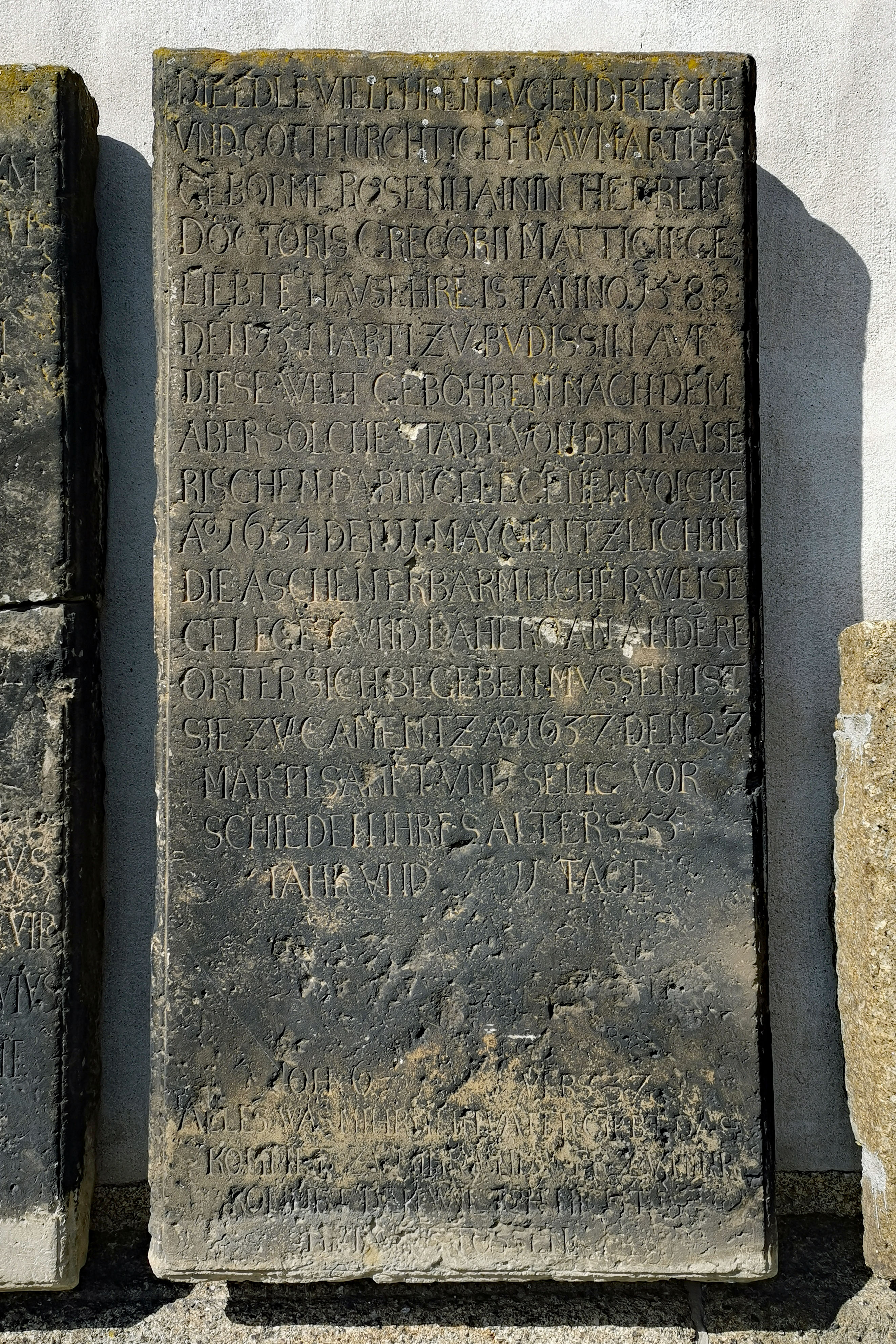
Grabplatte für Mättigs erste Ehefrau an der Kamenzer Hauptkirche St. Marien
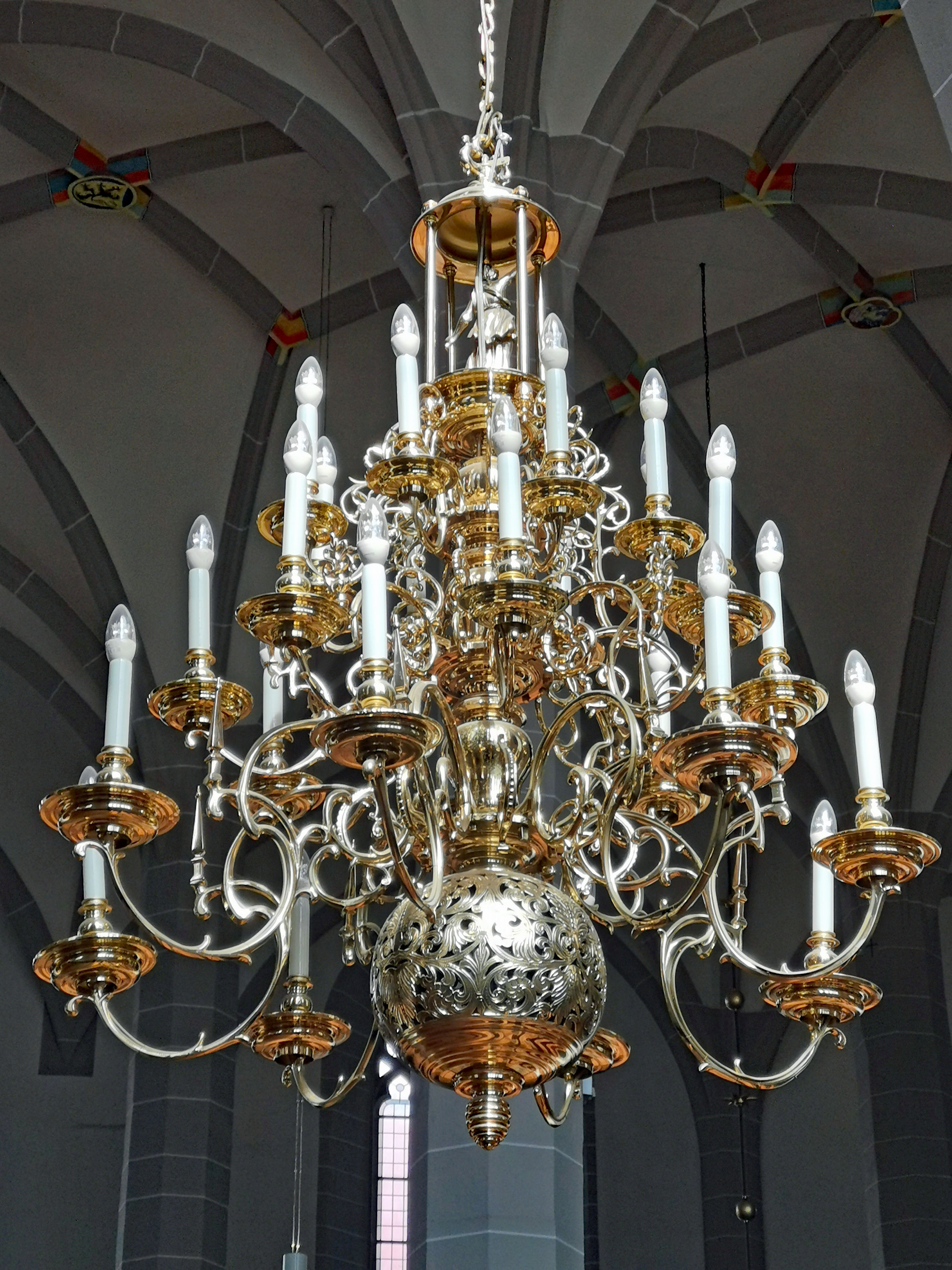
Von Mättig gestifteter Leuchter im Bautzner St. Petri Dom
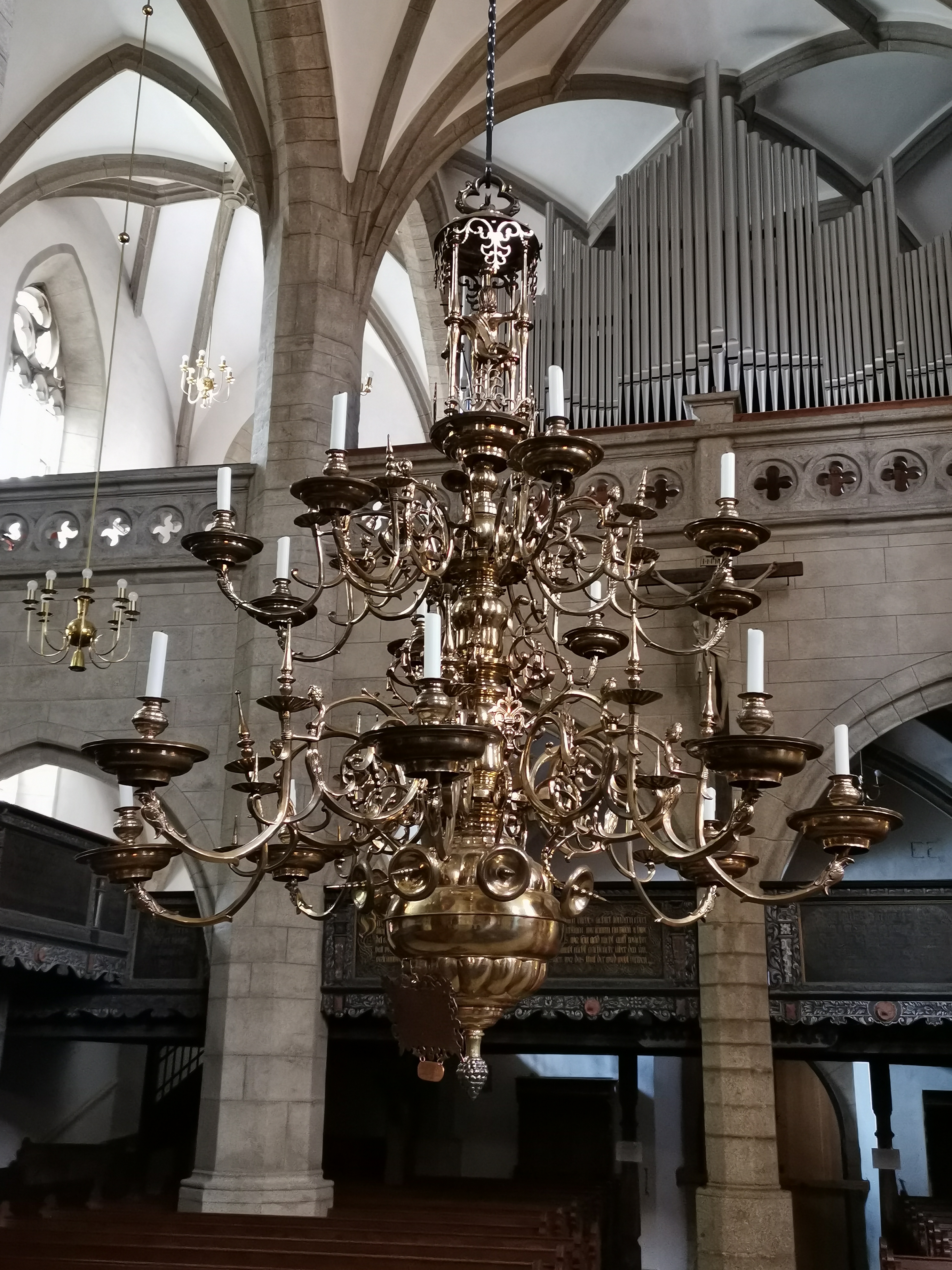
Von Mättig gestifteter Leuchter in der Kamenzer Hauptkirche St. Marien

## Nachwirkungen
Neben den vielen Sammlungen und gespendeten Kunstgegenständen erinnern heute noch eine Straße und die erst 1999 umbenannte Dr.-Gregor-Mättig-Grundschule an den „Wohltäter“ der Stadt. Ein Epitaph an der Südseite des St. Petri-Domes bezeichnet Mättigs letzte Ruhestätte. An seinem Sterbehause befindet sich eine Gedenktafel.

## Dr.-Gregorius-Mättig-Stiftung
Die von 1650 bis 1949 bestehende Dr.-Gregorius-Mättig-Stiftung leistete Beiträge zur Förderung des Nachwuchses von Bildung und Kultur in Bautzen. Am 25. September 2007 wurde die Dr.-Gregorius-Mättig-Stiftung in Bautzen neu gegründet.